# سرای ترکمن‌ها
سرای ترکمن‌ها؛ نام سرایی تاریخی مربوط به دورهٔ پهلوی اول است و در شهرستان مشهد، شهر مشهد، چهار راه شهدا، خیابان آزادی، کوچهٔ مخابرات، دومین فرعی، سمت راست، پلاک ۳ واقع شده و این اثر در تاریخ ۲۵ آبان ۱۳۸۴ با شمارهٔ ثبت ۱۳۸۶۰ به‌عنوان یکی از آثار ملی ایران به ثبت رسیده‌است.